# Clément Pinault
Clément Pinault (* 4. Februar 1985 in Grasse; † 22. Januar 2009 in Clermont-Ferrand) war ein französischer Fußballspieler auf der Position eines Abwehrspielers.
Er starb kurz vor seinem 24. Geburtstag an den Folgen eines Herzinfarkts, den er bei sich zuhause erlitten hatte.

## Karriere

### Jugend
Der in Grasse an der Côte d’Azur geborene Pinault begann seine aktive Karriere als Fußballspieler im nur wenige Kilometer entfernten Cannes im Nachwuchsbereich des dort ansässigen AS Cannes. Nachdem er dort verschiedene Jugendspielklassen durchlief, folgte ein Wechsel in den Nordwesten Frankreichs, wo er in Le Mans in der Jugend des Le Mans UC aufgenommen wurde. Nach einiger Zeit in der Jugendabteilung des Vereins, wurde Pinault im Jahre 2004 erstmals in den Kader der Profimannschaft aufgenommen, die zum damaligen Zeitpunkt in der Ligue 2 vertreten war.

### Vereinskarriere
In der Saison 2004/05 gab der junge Abwehrspieler sein Debüt im französischen Profifußball, als er bei einem 3:1-Auswärtssieg über LB Châteauroux am 7. März 2005 zur Halbzeitpause für Arnaud Lisembart eingewechselt wurde. Aufgrund der guten Platzierung der Mannschaft stieg diese, auf dem zweiten Tabellenplatz rangierend, zusammen mit dem AS Nancy auf dem ersten Platz und dem Troyes AC auf Rang 3, in die höchste Spielklasse, die Ligue 1, auf. Ab dieser Zeit war der junge Franzose hauptsächlich beim Amateurteam in der viertklassigen Championnat de France Amateur (CFA) aktiv, kam aber in der Spielzeit 2005/06 auch zu vier Einsätzen in der höchsten französischen Spielstufe.
Sein Erstligadebüt gab er hierbei am kurz vor seinem 21. Geburtstag, am 4. Januar 2006, als er bei einem 2:0-Heimsieg über den FC Metz über die volle Spieldauer auf dem Rasen stand. Neben den vier Ligaeinsätzen war er für das Profiteam auch noch im französischen Fußballpokal der Saison 2005/06 im Einsatz, wo die Mannschaft allerdings schon im Zweiunddreißigstelfinale mit 0:1 gegen den RC Lens aus dem laufenden Bewerb aus. Auch in der Coupe de la Ligue der Saison 2005/06 war Pinault mit seiner Mannschaft im Einsatz. Das Team kam dabei bis ins Semifinale und schied dort, ohne Pinaults Beteiligung, mit 0:2 gegen den AS Nancy aus.
Daneben kam er auch noch zu 15 Meisterschaftseinsätzen für das B-Team in der Viertklassigkeit und wurde danach für die Spielzeit 2006/07 an den SCO Angers in die drittklassige National (D3) verliehen, um dort Spielpraxis zu sammeln und sich so für die Profimannschaft aus Le Mans fit zu halten. In Angers, im Westen Frankreichs, kam der 1,86 m große Abwehrrecke in insgesamt 26 Ligaspielen zum Einsatz und rangierte mit dem Team in der Endtabelle auf dem dritten Tabellenplatz. Durch diesen Platz war die Mannschaft berechtigt, zusammen mit Pinaults späteren Klub Clermont Foot (1.) und der US Boulogne (2.), in die Ligue 2 aufzusteigen.
Nach der Rückkehr von seinem Leihverein kam Pinault zu weiteren fünf Erstligaeinsätzen für Le Mans und war zudem in drei Spielen der Coupe de la Ligue 2007/08 im Einsatz. Bei diesem Pokalbewerb erreichte das Team erneut nur das Semifinale und schied dort, ohne Pinaults Beteiligung, nach einer umkämpften Begegnung mit 4:5 gegen den RC Lens aus. Beim B-Team in der CFA kam der junge Abwehrspieler in dieser Saison auf eine Bilanz von 14 Ligaeinsätzen. Nachdem Pinault keine Perspektive darin sah, sich im Profiteam von Le Mans UC durchzusetzen, beschloss er den Verein zu wechseln.
Mit Saisonbeginn 2008/09 unterschrieb er einen Vertrag beim Zweitligisten Clermont Foot, für den er fortan zum Einsatz kam. Zu seinem Teamdebüt für den Klub aus der zentralfranzösischen Region Auvergne kam Pinault bereits im ersten Spiel der Saison, als er bereits in der neunten Spielminute für den verletzten Christophe Coué auf das Spielfeld kam und die Abwehrreihe von Clermont Foot verstärkte. Am Ende verlor die Mannschaft das Heimspiel mit 0:1. Bis zu seinem Herzinfarkt, der im letztendlich auch das Leben kostete, kam Clément Pinault in neun Ligaspielen zum Einsatz und stand am 16. Januar 2009 bei einem 2:0-Heimsieg über Stade Brest zum letzten Mal auf dem Rasen, als er die vollen 90 Minuten durchspielte.

## Herzinfarkt und Tod
Am Abend des 18. Januar 2009 erlitt Pinault einen Herzinfarkt, als er bei sich zuhause gerade ein Telefonat führte. Der Infarkt kam völlig unerwartet, da Pinault zuvor niemals Herzprobleme hatte und auch der Klubarzt Franck Thiel meinte, nichts Ungewöhnliches am Herzen des Spielers wahrgenommen zu haben. Nach der Überstellung an die Universitätsklinik in Clermont-Ferrand (Auvergne) wurde Pinault sofort intubiert und in einen künstlichen Tiefschlaf versetzt. Obwohl Pinault anfangs noch in einer kritischen Phase war, galt sein Zustand am 21. Januar bereits als stabil.
Am darauffolgenden Donnerstag, den 22. Januar 2009, starb Pinault am späten Nachmittag unerwartet an den Folgen des Herzinfarktes. Eine bald darauf durchgeführte Obduktion gab auch keinen Aufschluss darüber, warum der 23-Jährige am 18. Januar einen Infarkt erlitten hatte. Die Beerdigung von Pinault fand am 31. Januar 2009 in seiner Geburtsstadt Grasse statt.

## Familie
Pinaults Bruder Thomas ist seit mehr als zehn Jahren als Profifußballspieler in England tätig. Seine Stationen sind bzw. waren unter anderem Colchester United, Grimsby Town, FC Brentford sowie Crawley Town. Die Eltern des Geschwisterpaares heißen Brigitte und Didier. Außerdem war Clément Pinault verheiratet, seine Witwe heißt Julia Emily.

## Erfolge

### Mit Le Mans UC
- 1× Aufstieg in die Ligue 1: 2004/05
- 2× Coupe-de-la-Ligue-Semifinalist: 2005/06, 2007/08

### Mit SCO Angers
- 1× Aufstieg in die Ligue 2: 2006/07